# Copa Governador do Estado da Bahia 2014
In 2014 werd de zesde editie van de Copa Governador do Estado da Bahia gespeeld voor voetbalclubs uit de Braziliaanse staat Bahia De competitie werd georganiseerd door de FBF en werd gespeeld van 19 oktober tot 30 november. Vitória da Conquista werd kampioen en mocht daardoor deelnemen aan de Série D 2014 of de Copa do Brasil 2015. De club koos voor de Copa do Brasil waardoor vicekampioen Jacuipense naar de Série D mocht, echter verzakten ze hieraan waardoor Serrano de plaats aangeboden kreeg.  

## Eerste fase

### Eerste fase

#### Groep 1
| Plaats | Club                 | Wed. | W | G | V | Saldo | Ptn. |
| ------ | -------------------- | ---- | - | - | - | ----- | ---- |
| 1.     | Vitória da Conquista | 3    | 2 | 1 | 0 | 7:3   | 7    |
| 2.     | Serrano              | 3    | 1 | 1 | 1 | 4:4   | 4    |
| 3.     | Vitória B            | 3    | 1 | 1 | 1 | 4:5   | 4    |
| 4.     | Colo Colo            | 3    | 0 | 1 | 2 | 2:5   | 1    |

|  | Geplaatst voor tweede fase |

#### Groep 2
| Plaats | Club       | Wed. | W | G | V | Saldo | Ptn. |
| ------ | ---------- | ---- | - | - | - | ----- | ---- |
| 1.     | Jacuipense | 3    | 1 | 2 | 0 | 3:1   | 5    |
| 2.     | Catuense   | 3    | 1 | 1 | 1 | 2:1   | 4    |
| 3.     | Bahia B    | 3    | 1 | 1 | 1 | 2:2   | 4    |
| 4.     | Galícia    | 3    | 1 | 0 | 2 | 1:4   | 3    |

|  | Geplaatst voor tweede fase |

## Tweede fase
In geval van gelijkspel worden er strafschoppen genomen, tussen haakjes weergegeven.
|  | halve finale         | halve finale | halve finale | halve finale |  |                      | finale | finale | finale | finale |
|  |                      |              |              |              |  |                      |        |        |        |        |
|  |                      |              |              |              |  |                      |        |        |        |        |
|  | Catuense             | 0            | 0            | 0            |  |                      |        |        |        |        |
|  | Vitória da Conquista | 1            | 1            | 2            |  |                      |        |        |        |        |
|  |                      |              |              |              |  | Vitória da Conquista | 0      | 3      | 3      |        |
|  |                      |              |              |              |  | Jacuipense           | 1      | 1      | 2      |        |
|  | Serrano              | 0            | 1            | 1            |  |                      |        |        |        |        |
|  | Jacuipense           | 0            | 2            | 2            |  |                      |        |        |        |        |

## Kampioen
| Copa Governador do Estado da Bahia de 2014 |
| Vitória da Conquista                       |
| ------------------------------------------ |
| VITÓRIA DA CONQUISTA Kampioen (4° titel)   |